# Župnija Ledine
Župnija Ledine je rimskokatoliška teritorialna župnija dekanije Idrija - Cerkno Škofije Koper.

## Sakralni objekti
- - župnijska cerkev
- - podružnica